# Scopaeocharax
Scopaeocharax is een geslacht van straalvinnige vissen uit de familie van de karperzalmen (Characidae).

## Soorten
- Scopaeocharax atopodus (Böhlke, 1958)
- Scopaeocharax rhinodus (Böhlke, 1958)